# Test gai del CCEAG
La prova d'homosexualitat del Consell de Cooperació per als Estats Àrabs del Golf (CCEAG) era una prova d'homosexualitat planificada que s'hauria utilitzat a Kuwait i altres Estats del Golf per a impedir que qualsevol viatger homosexual entrés en aquests països. El director de salut pública, Yousuf Mindkar, del Ministeri de Salut de Kuwait, va proposar que en els exàmens mèdics rutinaris també s'hagués de realitzar una prova d'homosexualitat. Mindkar també es va pronunciar en contra de permetre que els transsexuals entressin a Kuwait. Per a obtenir un visat ja cal passar un examen mèdic per als treballadors migrants d'uns certs països. Als quals no haguessin passat les proves se'ls hauria revocat el visat.
S'ha suggerit que la preocupació per l'organització de la Copa del Món de Futbol de 2022 a Qatar, i el temor a la controvèrsia en un cas en el qual els afeccionats al futbol haurien estat examinats, va fer que Mindkar fes marxa enrere en els plans i insistís que era una mera proposta. La proposta estava programada per a ser discutida a Oman l'11 de novembre de 2013 per un comitè central encarregat d'examinar la situació dels expatriats.
Anteriorment, en 2012, més de 2 milions d'expatriats de tots els països del Consell de Cooperació del Golf van ser sotmesos a proves de gènere per evitar l'entrada de persones transgènere, considerats com «immorals» per aquests països. L'homosexualitat és il·legal en la majoria dels Estats membres del CCEAG, entre ells l'Aràbia Saudita, Kuwait, els Emirats Àrabs Units, Qatar i Oman, amb la notable excepció de Bahrain.

## Reaccions
No es coneix cap test mèdic que funcioni per «detectar» l'homosexualitat. A alguns activistes gais els preocupava que la prova kuwaitiana hagués utilitzat exàmens anorectals. El Líban utilitza aquests mètodes en les comissaries de policia per a determinar les pràctiques sexuals dels presumptes delinqüents. Un exemple d'això va ser en 2012 quan un cinema va ser registrat per la policia per «pornografia» i 36 homes libanesos van ser sotmesos a exàmens anals. El defensor dels drets humans Peter Tatchell i la fundació britànica que porta el seu nom van exigir boicotejar o cancel·lar la Copa del Món de Futbol de 2022 que se celebrarà a Qatar. Amnistia Internacional es va oposar fermament a qualsevol pla d'introduir proves amb finalitats discriminatoris contra les minories sexuals.
Richard Lane, del grup benèfic de drets dels homosexuals Stonewall, també va assenyalar que la restricció de la llibertat de moviment a causa de l'orientació sexual seria problemàtica per als Estats del Golf que s'han promocionat com a països oberts als negocis internacionals.